# Midway Plaisance
Midway Plaisance er en park på den sydlige side af Chicago i delstaten Illinois, som er en mile lang. Parken er forbundet med Washington Park på vestsiden af parken og Jackson Park i øst. 
Parken ligger 9,7 km syd for centrum af Chicago i nærheden af Lake Michigan. Parken fungerede som et underholdningscenter under World's Columbian Exposition i 1893, og flere af messerne under udstillingen blev placeret i parken. Parken ligger i den sydlige del af campuset til University of Chicago, mens universitetet og dets tilhørende bygninger ligger på begge sider af parken.
41°47′12.84″N 87°35′46.32″V / 41.7869000°N 87.5962000°V